# طوماس باليولوج
طوماس باليولوج أو باليولوجوس ((باليونانية: Θωμᾶς Παλαιολόγος)‏; 1409 – 12 مايو 1465) كان ديسپوت المورة من عام 1428م حتى الفتح العثماني في 1460. بعد هجر أخيه الأكبر إلى الأتراك عام 1460، أصبح طوماس باليولوجوس المطالب الشرعي للعرش البيزنطي، وهو ادعاء احتفظ به خلال منفاه في إيطاليا.

## سيرته
بعد وفاة يوحنا الثامن، جاء أخاه الإمبراطور الجديد قسطنطين الحادي عشر وكان يرغب أن يحُكم شقيقاه طوماس وديميتريوس معًا المورة، فأعلن في عام 1449م أنه عيّن أخاه ديمتريوس في منصب ديسپوت المورة، جنباً إلى جنب مع شقيقه طوماس باليولوج، وأسند إليهما حُكم الديسپوتية معاً.
وجد الديسپوتان الشقيقان صعوبة في التعاون معاً وكثيرًا ما تشاجروا مع بعضهما البعض، وانهارت أحوال المورة في عهدهما بسبب الفساد والبؤس.
في أعقاب فتح العثمانيون القسطنطينيةَ عام 1453م ووفاة قسطنطين الحادي عشر ونهاية الإمبراطورية البيزنطية في 29 مايو 1453م، سمح السلطان العثماني محمد الفاتح للأخوين طوماس وديميتريوس بالاستمرار معاً في حكم المورة بوصفهما تابعين للدولة العثمانية.
كان طوماس باليولوج يأمل في تحويل الديسپوتية الصغيرة إلى نقطة تَجمُّع لحملة صليبية جديدة تستعيد الإمبراطورية البيزنطية المنتهية، آملا في الحصول على دعم من البابوية وأوروپا الغربية.
ولكن الشجار المستمر مع أخيه ديميتريوس الذي كان يدعم الدولة العثمانية بعكس أخيه، أدى في النهاية إلى قيام السلطان محمد الفاتح بفتح المورة في عام 1460م لإحلال الاستقرار بعد التدهور الذي صار بها جراء الخلاف بين حاكميها الشقيقين.
فرّ طوماس باليولوج إلى المنفى في إيطاليا بينما أُلقي القبض على ديميتريوس باليولوج في ميستراس عاصمة ديسپوتية المورة، واستسلم للعثمانيين في 29 مايو 1460م بعد سبع سنوات بالضبط من فتح القسطنطينية.